# Сазаний Угол
Сазаний Угол  (рос. Сазаний Угол) — хутір  у Харабалінському районі Астраханської області Російської Федерації.
Населення становить 13 осіб (2010). Входить до складу муніципального утворення Кочковатська сільрада.

## Історія
Населений пункт розташований на території українського етнічного та культурного краю Жовтий Клин. Від 1925 року належить до Харабалінського району.
Згідно із законом від 6 серпня 2004 року органом місцевого самоврядування є Кочковатська сільрада.

## Населення
| 2002 | 2010 |
| ---- | ---- |
| 15   | ↘13  |